# The Fourth Kind
The Fourth Kind (bra: Contatos de 4.º Grau; prt: Encontros Imediatos de 4.º Grau), grafado também como The 4th Kind, é um filme britano-estadunidense de 2009, dos gêneros ficção científica|suspense, dirigido por Olatunde Osunsanmi, com roteiro dele e Terry Robbins.
Lançado nos cinemas brasileiros em 22 de janeiro de 2010, o filme fala sobre abdução alienígena. Seu título provém dos quatro graus de contato com seres de outro mundo, dos quais o último seria a abdução.

## Elenco
- Milla Jovovich ..... Abbey Tyler
- Will Patton ..... Xerife August
- Hakeem Kae-Kazim ..... Awolowa Odusami
- Corey Johnson ..... Tommy Fisher
- Enzo Cilenti ..... Scott Stracinsky
- Elias Koteas ..... Abel Campos
- Eric Loren ..... Deputado Ryan
- Mia McKenna-Bruce ..... Ashley Tyler
- Raphaël Coleman ..... Ronnie Tyler
- Daphne Alexander ..... Theresa

## Sinopse
Alasca, década de 1960: a polícia registra grande número de pessoas desaparecidas misteriosamente. Anos depois, a dra. Abigail Tyler, psicóloga, ao gravar as sessões de seus pacientes, acaba descobrindo indícios perturbadores de abduções por seres alienígenas.

## Recepção
No site agregador de críticas Rotten Tomatoes, 19% das 111 resenhas dos críticos são positivas. O consenso diz: "Enquanto ele possui um punhado de choques (...) é piegas e desajeitado e faz com que seus encontros íntimos parecem estranhamente mundanos."

## Produção
Este é o primeiro grande filme do escritor e diretor Olatunde Osunsanmi, que é um protegido do diretor de cinema independente Joe Carnahan. O filme é configurado como uma reencenação de um suposto documentário original. O filme também usa a frase: "imagens de arquivo nunca antes vistas estão integradas no filme".

## Supostas abduções
Segundo os jornais Fairbanks Daily News-Miner e o Alaska Daily News, Nome e outras cidades do Alasca têm sua parcela de desaparecimentos. O FBI declarou enfaticamente que os específicos "desaparecimentos" discutidos no filme foram resultado de uma combinação de bebidas alcoólicas com temperaturas baixas, e não resultado das "sensacionalistas e inverídicas" abduções alienígenas retratadas no filme. O filme afirma que tem havido uma grande quantidade desproporcional de investigações do FBI na cidade de Nome que ainda estão por serem resolvidas - os casos específicos mostrados no filme nada tem a ver com abduções alienígenas - e toda a história em torno da "coruja" foi ideia do roteirista. "Os casos remontam à década de 1960, sendo 10 desde 1990. As vítimas eram em sua maioria homens nativos que tinham viajado para o centro comercial da Península de Seward vindo de pequenas aldeias da região do Estreito de Bering". Em qualquer área remota, onde as temperaturas podem chegar a cinquenta graus abaixo de zero, uma coisa simples, como uma caminhada para obter suprimentos, pode acabar em desastre se a pessoa se perder, se desidratar e começar a ter alucinações.
O filme diz ser baseado em "estudos de casos reais" e em eventos reais - isso já foi mostrado ser uma mentira em outros filmes que se utilizaram a mesma premissa, como The Blair Witch Project ou Cannibal Holocaust. Os personagens retratados no filme são fictícios, como demonstrou um artigo da CNN.

## Controvérsia
Os vídeos e gravações de áudio apresentados como "reais" e usados em The Fourth Kind são muitas vezes denunciados como pseudodocumentários. A versão Blu-Ray do filme inclui cenas extras não incluídas na versão original do filme. Um destes vídeos mostra o documentário de homicídio-suicídio. Com o volume muito alto, uma pessoa fora da câmera pode ser ouvida gritando: "Ação!".
O trailer do filme indica que a história é baseada em "estudos de casos reais", mas não especifica qualquer caso. Como resultado disso, muita especulação surgiu em torno de buscas de provas documentais dos casos reais e se a Dra. Abigail Tyler é uma pessoa real ou uma personagem fictícia usada em uma campanha de marketing viral na internet. A atriz Charlotte Milchard, creditada como "residente de Nome", tem uma notável semelhança com a suposta Abbey Tyler "real", vista no documentário dentro do filme.
Em 2 de setembro de 2009, um inquérito feito por Izaak "Lord Norman" e pelo Detroit Daily News analisou a validade da premissa do filme e a sua relação com os desaparecimentos reais que ocorreram em torno da cidade de Nome. A investigação não encontrou nenhum evento específico que tivesse ligação com os casos apresentados no filme e também revelou que as mortes não resolvidas em Nome, não compõem a maioria dos desaparecimentos (assim como ocorre em outras áreas remotas).
Em 13 de novembro de 2009, o WorstPreviews.com anunciou: "a Universal Pictures acaba de chegar até nós para nos avisar que o estúdio não foi processado e o dinheiro anteriormente anunciado era apenas uma contribuição feita pela Universal para o Alaska Press Club. A contribuição não foi um resultado de qualquer processo legal."